# Liste derzeitiger Sezessionsbestrebungen in Europa
Diese Liste zählt europäische Gebiete auf, in denen es Sezessionsbestrebungen gibt. Sie erhebt keinen Anspruch auf Vollständigkeit.

## Erklärung
- Gebiet: Gibt den Namen des nach Sezession strebenden Gebietes an.
- Land: Gibt das Land an, zu dem das Gebiet derzeit gehört.
- Fläche: Gibt die Größe des nach Unabhängigkeit strebenden Gebietes in Quadratkilometern an.
- Einwohner: Gibt die Einwohnerzahl des Gebietes an.
- Parteien für Sezession: Gibt Parteien an, die sich für die Abspaltung des Gebietes einsetzen. Ein Anspruch auf Vollständigkeit wird nicht erhoben.
- angestrebte Art der Sezession: Gibt an, ob das Gebiet unabhängig werden will oder sich einem anderen Land anschließen will.
- Bemerkungen: Hier werden weitere Informationen wie z. B. geplante Referenden aufgeführt.

## Liste der Gebiete

### Andauernde Bestrebungen
Die folgende Liste führt ausschließlich Gebiete auf, die mindestens bei einer Wahl auf nationaler oder erster subnationaler (Bundesländer, Regionen, Autonome Gemeinschaften etc.) Ebene in den letzten dreißig Jahren in ein Parlament eingezogen sind, oder bei Mehrheitswahlrecht bei einer Wahl auf dieser Ebene mindestens fünf Prozent erhalten haben.
| Gebiet           | Land                    | Fläche (km²) | Einwohner                | Parteien für Sezession                  | Parteien für Sezession                                                           | angestrebte Art der Sezession                                                                        | Bemerkungen |
| Gebiet           | Land                    | Fläche (km²) | Einwohner                | Name                                    | Parlamentseinzug                                                                 | angestrebte Art der Sezession                                                                        | Bemerkungen |
| ---------------- | ----------------------- | ------------ | ------------------------ | --------------------------------------- | -------------------------------------------------------------------------------- | --- | --- |
| Baskenland       | Spanien Frankreich      | 20.947       | 03.000.000               | EH Bildu EAJ/PNV                        | 2023 (national) 2023 (national)                                                  | Unabhängigkeit                                                                                       | Ausdehnung des Baskenlandes umstritten, Terroristische ETA willigt in Entwaffnung ein und hat sich aufgelöst.                                                                                 |
| Bretagne         | Frankreich              | 27.208       | 3.394.567 (Stand: 2021)  | UDB, PB, Adsav, Emgann                  | 2017 (subnational) zuletzt < 5 % zuletzt < 5 % zuletzt < 5 %                     | Unabhängigkeit                                                                                       | wird möglichst mit 1941 abgetrenntem Département Loire-Atlantique angestrebt, unbewaffnet |
| Elsass           | Frankreich              | 08.280       | 01.919.745 (Stand: 2021) | Alsace d’abord, Unser Land              |                                                                                  | Unabhängigkeit oder Autonomie                                                                        | unbewaffnet |
| Färöer           | Dänemark                | 01.395       | 54.227 (Stand: 2023)     | FF, Framsókn, MF, Sjálvstýris           | 2022 (subnational) 2022 (subnational) 2022 (subnational) 2015 (subnational)      | Unabhängigkeit                                                                                       | unbewaffnet |
| Flandern         | Belgien                 | 13.522       | 6.698.876 (Stand: 2023)  | N-VA, VB                                | 2024 (national) 2024 (national)                                                  | Unabhängigkeit                                                                                       | wird mit Brüssel angestrebt, unbewaffnet |
| Galicien         | Spanien                 | 29.574       | 2.696.161 (Stand: 2022)  | BNG                                     | 2023 (national)                                                                  | Unabhängigkeit                                                                                       | unbewaffnet |
| Katalonien       | Spanien ( Frankreich)   | 32.107       | 7.792.611 (Stand: 2022)  | Junts, ERC, CUP, AC, UC                 | 2023 (national) 2023 (national) 2023 (national) 2024 (subnational) zuletzt < 5 % | Unabhängigkeit                                                                                       | Referendum am 9. November 2014 und am 1. Oktober 2017, wird teilweise mit Nordkatalonien (Frankreich), Balearen, Valencia und Teilen von Aragonien (Franja de Aragón) angestrebt, unbewaffnet |
| Korsika          | Frankreich              | 08.680       | 347.597 (Stand: 2021)    | PNC Corsica Libera                      | 2024 (national) zuletzt < 5 %                                                    | Unabhängigkeit                                                                                       | vor allem 1975–1991 Attentate |
| Nordirland       | Vereinigtes Königreich  | 13.843       | 1.881.641 (Stand: 2018)  | SF SDLP TUV                             | 2024 (national) 2024 (national) 2024 (national)                                  | Wiedervereinigung mit Irland                                                                         | Bewaffnet mit Hunderten getöteten Menschen (Sicherheitskräfte, Rebellen, Zivilisten), zudem Konfessionskrieg.                                                                                 |
| Sardinien        | Italien                 | 24.089       | 1.587.413 (Stand: 2022)  | aMpI iRS PdS ProgReS Sardigna Libera SN |                                                                                  | Unabhängigkeit                                                                                       | Einige Attentate in den 80ern, jetzt unbewaffnet |
| Schottland       | Vereinigtes Königreich  | 78.772       | 5.436.600 (Stand: 2022)  | SNP, Greens, Alba Party, SSP            | 2024 (national) 2021 (subnational) zuletzt < 5 % zuletzt < 5 %                   | Unabhängigkeit                                                                                       | 2014 bei Referendum 55 % gegen Abspaltung, unbewaffnet |
| Republika Srpska | Bosnien und Herzegowina | 24.857       | 1.114.819 (Stand: 2023)  | SDS, SNSD                               | 2022 (national) 2022 (national)                                                  | Anschluss an Serbien                                                                                 | würde Abkommen von Dayton widersprechen – seit dem Bosnienkrieg v. a. unbewaffnet |
| Südtirol         | Italien                 | 07.400       | 532.616 (Stand: 2023)    | STF, F                                  | 2023 (subnational) 2023 (subnational)                                            | Unabhängigkeit, Wiedervereinigung Tirols (siehe auch Europaregion Tirol) oder Rückkehr zu Österreich | wird möglichst mit 1923 abgetrennten ladinischen Gemeinden angestrebt, 1960er-Jahre bewaffnet, 1992 beigelegt                                                                                 |
| Venetien         | Italien                 | 18.391       | 4.847.745 (Stand: 2022)  | LVR IV PVI                              | 2020 (subnational) zuletzt < 5 % zuletzt < 5 %                                   | Unabhängigkeit                                                                                       | wird teils mit Friaul-Julisch Venetien und heutigen lombardischen Provinzen Brescia, Bergamo, Cremona und Mantua angestrebt, unbewaffnet                                                      |
| Wales            | Vereinigtes Königreich  | 20.761       | 3.138.631 (Stand: 2018)  | Plaid Cymru Annibynnol                  | 2024 (national) zuletzt < 5 %                                                    | Unabhängigkeit                                                                                       | unbewaffnet |

Weitere Gebiete mit Parteien, die sezessionistische Bestrebungen aufweisen, die derzeit allerdings nicht parlamentarisch vertreten sind, sind unter anderem: Bayern (BP); Cornwall (Mebyon Kernow, Cornish Nationalist Party); England (English Democrats); Nordepirus (Omonia bzw. PBDNJ); Okzitanien (Partit de la Nacion Occitana, Partit Occitan); Sachsen (FS); Wallonie (RWF).

### De-facto-Sezessionen

#### Mehrheitlich anerkannt
| Gebiet | Land    | Fläche (km²) | Einwohner  | Bemerkungen               |
| ------ | ------- | ------------ | ---------- | ------------------------- |
| Kosovo | Serbien | 10.908       | 01.895.250 | anerkannt von 115 Staaten |

#### Mehrheitlich nicht anerkannt
| Gebiet        | Land       | Fläche (km²) | Einwohner | Bemerkungen |
| ------------- | ---------- | ------------ | --------- | --- |
| Abchasien     | Georgien 3 | 08.600       | 0240.705  | Anerkennung durch Russland, Nauru, Nicaragua, Syrien, Venezuela sowie zwischenzeitlich auch von Vanuatu und Tuvalu |
| Nordzypern    | Zypern 3   | 03.355       | 0265.100  | Besetzung des Nordens der Insel im Jahre 1974 durch türkische Streitkräfte. Anerkennung durch die Türkei.          |
| Südossetien   | Georgien 3 | 03.885       | 051.547   | Anerkennung durch Russland, Nauru, Nicaragua, Syrien und Venezuela                                                 |
| Transnistrien | Moldau     | 03.567       | 0555.347  | ohne Anerkennung; Truppenstationierung und Finanzhilfe durch Russland                                              |

 3 Mitglied des Europarats.